# Динамизм велосипедиста
«Динамизм велосипедиста» (итал. Dinamismo di un ciclista) — картина в стиле футуризма итальянского художника Умберто Боччони. Полотно написано в 1913 году и представляет собой живопись маслом на холсте размером 70x95 см. В настоящее время хранится в Коллекции Пегги Гуггенхайм в Венеции.
Картина была написана Боччони через четыре года после «Манифеста футуризма» Филиппо Маринетти и через три года после издания его собственного «Технического манифеста футуристической живописи». Художник стремился создать новый способ видения мира, который бы основывался на изображении предмета в непрерывном динамичном состоянии. Боччони поставил цель лаконично изобразить движение, сфокусировать в одном полотне различные его этапы, которые, на первый взгляд, могли бы показаться хаотичным набором линий и красок, подобно картинке, которую можно наблюдать в пейзаже за окном движущегося поезда.
Полотно относится к серии работ художника, которые основываются на пластикодинамической абстракции, изображающей движение тела в пространстве. В ней нашло отображение представление художника о пространственно-временных отношениях в динамике. Автор расщепляет изображение на отдельные пласты, чем достигает особого эффекта, передающего движение. Используемые им агрессивные и чистые цвета, а также поток света и вкрапления чёрного цвета в композиции, создают ощущение последовательности моментов, усиливающих динамическое плетение, чем также достигается ощущение движения, будто перед зрителем изображён настоящий велосипедист, который движется быстро.
В финальной работе линии подготовительных рисунков преобразуются в кривые и конусы, очерченные с использованием характерной для Боччони техники дивизионизма. Эта техника была в первую очередь заимствована у раннего футуриста Джакомо Баллы. Боччони, посетив парижских авангардистов, добавил новые элементы в стиль, включая типичную для кубизма сегментацию плоскостей.